# Georg Wacha
Georg Wacha (* 4. Januar 1928 in Wien; † 30. September 2009 in Linz) war ein österreichischer Historiker. Er war langjährig als Museumsdirektor in Linz tätig.

## Leben und Wirken
Wacha verbrachte Kindheit und Jugend in Wien. Er promovierte nach seinem Studium der Geschichte und Kunstgeschichte 1949 an der Universität Wien zum Dr. phil. Von 1950 bis 1954 studierte er dort Jura und absolvierte von 1951 bis 1953 den dreijährigen Kurs am Institut für Österreichische Geschichtsforschung und legte die Staatsprüfung ab.
Auslandsaufenthalte führten ihn 1952 an die Universität Perugia und 1954 an das Deutsche Institut für Volkskunde und Auslandskunde nach Münster (Westfalen).
Am 1. September 1954 trat er in den Dienst des Magistrates Linz und wurde dort 1960 pragmatisiert. Von 1963 bis 1965 sowie von 1966 bis 1989 war er zunächst Direktor des Stadtmuseums Linz und dank der von ihm geleisteten Aufbauarbeit ab 1973 Leiter des Linzer Stadtmuseums Nordico. Dazwischen war er 1965/66 als Direktor des South African Museum in Kapstadt tätig.
Von 1994 bis 2000 leitete er den Oberösterreichischen Musealverein als Präsident.
Er publizierte u. a. im Jahrbuch des Oberösterreichischen Musealvereines, im Kunstjahrbuch der Stadt Linz sowie in den Katalogen des Stadtmuseums und beteiligte sich an Veröffentlichungen der Österreichischen Akademie der Wissenschaften u. a. m. Seine wissenschaftliche Arbeit galt der kulturellen Entwicklung der Stadt Linz, beispielsweise durch die Mitarbeit an den Linzer Regesten, durch Publikationen im Bereich der Stadtkunde und Denkmalpflege sowie der Topografie und Häusergeschichte der Landeshauptstadt Linz.

## Ehrungen und Auszeichnungen
- Goldenes Ehrenzeichen für Verdienste um die Republik Österreich (1983)
- Ehrenkreuz Erster Klasse für Wissenschaft und Kunst (1990)
- Großes Ehrenzeichen der Stadt Linz für Verdienste um die Kultur (2000)
- Kulturmedaille des Landes Oberösterreich (2001)

## Publikationen
Ausgewählte Publikationen:
- Fische und Fischhandel im alten Linz. In: Naturkundliches Jahrbuch der Stadt Linz. Jahrgang 2, Linz 1956, S. 61–117 (zobodat.at [PDF]).
- Stift Lambach und Linz. In: Historisches Jahrbuch der Stadt Linz 1959. Linz 1959, S. 384–415 (ooegeschichte.at [PDF]).
- Dreihundert Jahre Wasserapotheke. In: Historisches Jahrbuch der Stadt Linz 1973/74 (= Festschrift: 300 Jahre Wasserapotheke, 1675–1975). Linz 1974, S. 177–232 (S. 177–208 (ooegeschichte.at [PDF]), S. 209–232 (ooegeschichte.at [PDF]), Bildtafeln (ooegeschichte.at [PDF])).
- Salzburg und Linz. In: Mitteilungen der Gesellschaft für Salzburger Landeskunde. Band 125, 1985, S. 307–334 (zobodat.at [PDF]).
- Linz unter Albrecht VI. und Friedrich III. In: Historisches Jahrbuch der Stadt Linz 1986. Linz 1987, S. 17 (ooegeschichte.at [PDF]).
- Der Gedenkraum für Kaiser Friedrich III. In: Historisches Jahrbuch der Stadt Linz 1986. Linz 1987, S. 40–61 (ooegeschichte.at [PDF]).
- Zinngießer in Niederösterreich. In: Jahrbuch für Landeskunde von Niederösterreich. Band 62/1, 1996, S. 345–365 (zobodat.at [PDF]).
- Albrecht Dürer in Linz. In: Historisches Jahrbuch der Stadt Linz. 2004, S. 349–353 (ooegeschichte.at [PDF]).
- Der Kunsthistoriker Dr. Justus Schmidt. In: Jahrbuch des Oberösterreichischen Musealvereines. Jahrgang 149, Linz 2004, S. 639–654 (zobodat.at [PDF]).